# 맨섬 사람
맨섬 사람(The Manxman)은 영국에서 제작된 알프레드 히치콕 감독의 1929년 영화이다. 칼 브리손 등이 주연으로 출연하였고 존 맥스웰 등이 제작에 참여하였다.

## 출연

### 주연
- 칼 브리손

### 조연
- 말콤 킨
- 킴 피콕
- 해리 테리